# Bahinolophus
Bahinolophus — вимерлий рід травоїдних ссавців, який процвітав у середньому еоцені та був спорідненим тапірам. Рід визначено в 2005 році.